# Informàtica

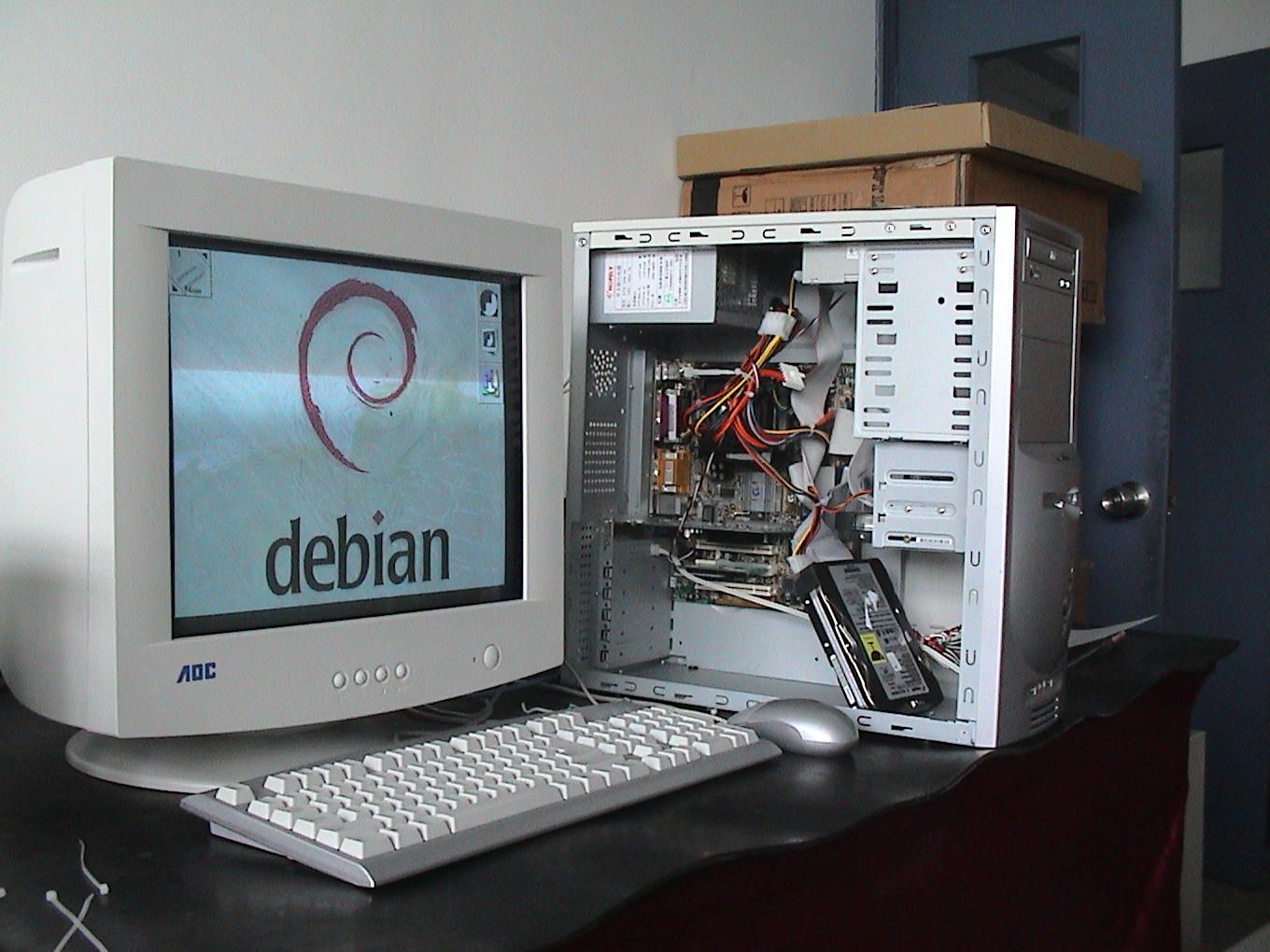
Ordinador executant la distribució Debian del sistema operatiu GNU/Linux. (any 2002)

La Informàtica és la ciència o tècnica relativa a la tecnologia que estudia el tractament automàtic de la informació utilitzant dispositius electrònics i sistemes computacionals. En el que avui en dia coneixem com a informàtica hi influeixen moltes de les tècniques i de les màquines que les persones han desenvolupat durant la història per donar suport i potenciar les seves capacitats de memòria, de pensament i de comunicació. D'entre aquestes màquines cal destacar l'ordinador.
En la informàtica hi convergeixen els fonaments de les ciències de la computació, la programació i les metodologies pel desenvolupament de programari, així com els tòpics selectes d'electrònica. S'entén per informàtica la unió sinèrgica del còmput i de les comunicacions.
La informàtica s'utilitza en múltiples tasques, per exemple en l'elaboració de documents, en el control de processos i robots industrials, en telecomunicacions i vigilància, en el desenvolupament de jocs, etc.
El mot Informàtica prové del de informatique, paraula francesa, creada per l'enginyer Philippe Dreyfus als anys cinquanta, i que deriva de la fusió de information i automatique.

## Relacions amb altres camps
Malgrat el seu nom, la informàtica rarament involucra l'estudi mateix de les màquines conegudes com a ordinadors. De fet, el científic Edsger Dijkstra és molt citat per la frase 'Les ciències de la computació estan tan poc relacionades amb les computadores com l'astronomia amb els telescopis.' El disseny i desenvolupament de computadores i sistemes computacionals està generalment considerat com un camp aliè a les ciències de la computació. Per exemple, l'estudi del maquinari és normalment considerat part de l'enginyeria informàtica, mentre que l'estudi de sistemes computacionals comercials i el seu desenvolupament és usualment anomenat tecnologies de la informació (TI) o sistemes d'informació. Tanmateix, hi ha una estreta comunicació d'idees entre les diferents disciplines relacionades amb les computadores. La investigació en informàtica usualment també es relacionen amb altres disciplines, com la intel·ligència artificial, la ciència cognitiva, la física (per exemple en la computació quàntica), la realitat augmentada, la teoria de llenguatges formals, etc.
Per a molts, la informàtica manté una relació molt estreta amb les matemàtiques en comparació amb altres disciplines científiques (Denning 2000). La ciència computacional primerenca va estar fortament influïda per la feina de matemàtics de la talla de Kurt Gödel i Alan Turing i, actualment hi continua havent un intercanvi d'idees útil entre ambdós camps en àrees com la lògica matemàtica, la teoria de categories, la teoria de dominis i l'àlgebra.
La relació entre les ciències de la computació i l'enginyeria del programari és un tema molt discutit, per disputes sobre el que realment significa el terme "enginyeria del programari " i sobre com es defineix a les ciències de la computació. Algunes persones creuen que l'enginyeria del programari seria un subconjunt de les ciències de la computació. Altres per la seva part, tenint en compte la relació entre altres disciplines científiques i de l'enginyeria, creuen que el principal objectiu de les ciències de la computació seria estudiar les propietats del còmput en general, mentre que l'objectiu de l'enginyeria del programari seria dissenyar còmputs específics per aconseguir objectius pràctics, amb la qual cosa es convertirien en disciplines diferents. Aquest punt de vista és mantingut, entre d'altres per (Parnas 1998). Fins i tot n'hi ha altres que sostenen que no podria existir una enginyeria del programari.

## Orígens de la informàtica
La disciplina de la informàtica és anterior a la creació dels ordinadors. Ja en l'antiguitat es coneixien mètodes per realitzar càlculs matemàtics, per exemple l'algorisme d'Euclides. Al segle xvii van començar a inventar-se màquines calculadores. Al segle xix es van desenvolupar les primeres màquines programables, és a dir, que l'usuari podria modificar la seqüència d'accions a dur a terme a través d'algorismes específics. La primera proposta registrada per a l'ús de l'electrònica digital a la informàtica va ser l'article de 1931 The Use of Thyratrons for High Speed Automatic Counting of Physical Phenomena (L'ús de tiratrons per al recompte automàtic de fenòmens físics a alta velocitat) de C. E. Wynn-Williams. L'article de 1938 de Claude Shannon A Symbolic Analysis of Relay and Switching Circuits (Una anàlisi simbòlica dels circuits de commutació i relès) va introduir la idea d'utilitzar l'electrònica per a les operacions d'Àlgebra de Boole.

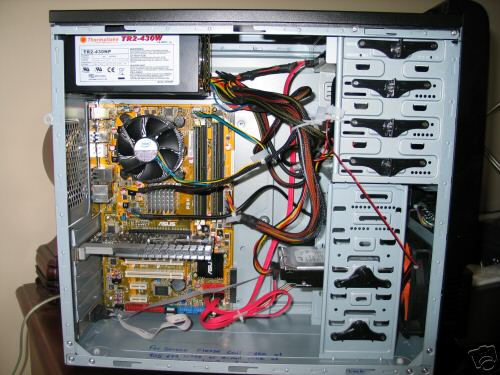
Caixa d'ordinador amb un processador LGA775 d'Intel, amb la targeta mare, el ventilador del processador, l'alimentació elèctrica, i la memòria.

En els inicis del processament automàtic de la informació, amb la informàtica solament es facilitaven els treballs repetitius i monòtons de l'àrea administrativa. L'automatització d'aquests processos va portar com a conseqüència directa una disminució dels costos i un increment en la productivitat. En la informàtica convergeixen els fonaments de les ciències de la computació, la programació i també les metodologies per al desenvolupament de programari, l'arquitectura dels ordinadors, les xarxes d'ordinadors, la intel·ligència artificial i certes qüestions relacionades amb l'electrònica. Es pot entendre per informàtica a la unió sinèrgica de tot aquest conjunt de disciplines. Aquesta disciplina s'aplica a nombroses i variades àrees del coneixement o l'activitat humana, per exemple: gestió de negocis, emmagatzematge i consulta d'informació; monitoratge i control de processos, indústria, robòtica, comunicacions, control de transports, investigació, desenvolupament de jocs, disseny assistit per ordinador, aplicacions/eines multimèdia, medicina, biologia, física, química, meteorologia, enginyeria, art, etc. Pot tant facilitar la presa de decisions a escala gerencial (en una empresa) com permetre el control de processos crítics. Actualment, és difícil concebre una àrea que no estigui vinculada o requereixi el suport de la informàtica. Aquesta pot cobrir un enorme ventall de funcions, que van des de les més simples qüestions domèstiques fins als càlculs científics més complexos. Entre les funcions principals de la informàtica s'enumeren les següents:
- Creació de noves especificacions de treball.
- Desenvolupament i implementació de sistemes informàtics.
- Sistematització de processos.
- Optimització dels mètodes i sistemes informàtics existents.
- Facilitar l'automatització de dades i formats.[4]

## Història
La història de la informàtica es remunta al 1843, ja que és quan es comencen a realitzar les primeres publicacions sobre màquines que s'aniran desenvolupant amb el temps gràcies a inventors, enginyers i científics reconeguts, els quals aniran realitzant millores als seus invents, fins a arribar a les tecnologies més modernes.

### Cronologia

#### 1937
Es produeix el triomf de les quatre propietats que defineixen la informàtica com l'entenem avui en dia: 
- Digital. La informàtica no es basa en computadores analògiques, que ofereixen un enfocament menys profitós que el digital.
- Binària, ja que s'adapta al sistema binari dels dos dígits 0 i 1.
- Electrònica, ja que es promou l'ús de tubs de buit, components electrònics que operen més ràpid que altres tipus.
- Universal, ja que es podran resoldre una gran diversitat d'objectius.

Aquest és el moment en què el digital venç l'analògic.

#### 1939
John Atanasoff completa un model de computadora electrònica amb tambors d'emmagatzematge mecànics.

#### 1941
John Atanasoff completa una computadora digital electromecànica programable anomenada Z3.

#### 1952
John Von Neumann completa una computadora moderna.

#### 1954
Introducció del transistor de silici i impuls del radioreceptor.
Jack Kilby introdueix el microxip.

#### 1963
Invenció del ratolí.

#### 1971
Invenció del correu electrònic.

#### 1975
Al gener la revista Popular Electronics fa el llançament de l'Altair 8800, el primer computador personal reconegut com a tal. Tenia una CPU Intel de 8 bits i 256 bytes de memòria RAM. L'usuari interaccionava per mitjà d'interruptors muntats al davant de l'equip, i uns díodes lluminosos servien per llegir la sortida de dades en forma binària. Costava 400 dòlars, i el monitor i el teclat calia comprar-los separadament. Es funda Microsoft en fer un interpretador BASIC per a aquesta màquina.

#### 1979
Dan Bricklin crea el primer full de càlcul, més tard anomenat VisiCalc, el qual va donar origen a Lotus 1-2-3 (el 1982), Quattro Pro, i Excel.

#### 1980
A l'octubre, la IBM va començar a buscar un sistema operatiu per a la seva nova computadora personal que anava a llançar al mercat, cosa de la qual es van assabentar Bill Gates i el seu amic Paul Allen, autors del llenguatge de programació Microsoft BASIC, basat en el ja existent llenguatge BASIC. Ells van comprar els drets de QDOS (Quick and Dirty Operating System), un sistema operatiu desenvolupat per Tim Paterson i basat en CP/M, un sistema escrit per Gary Kildall, i el van negociar amb IBM com Microsoft DOS.

#### 1981

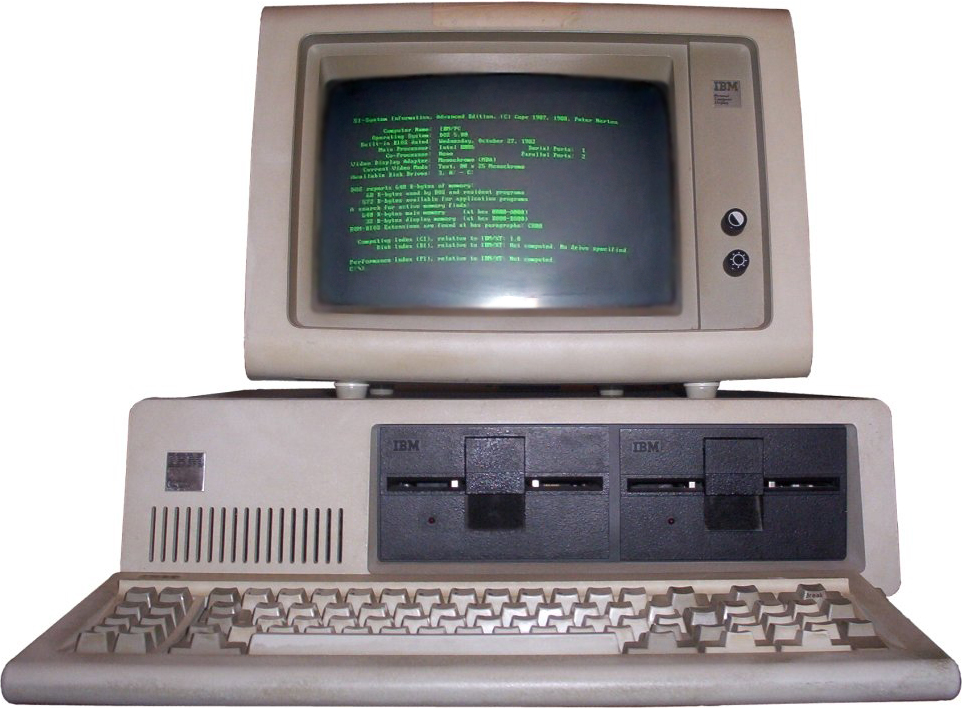
IBM PC 5150

El 12 d'agost, IBM presenta el seu primer ordinador personal, l'IBM PC, reconegut popularment com a tal, amb el sistema operatiu PC-DOS i processador Intel 8088. IBM i Microsoft són coautors del sistema operatiu PC-DOS/MS-DOS, ja que IBM va ajudar Microsoft a polir els molts errors que el MS DOS tenia originalment.

#### 1983

Projecte GNU

IBM presentà l'IBM XT amb un processador 8088 de 4,77 MHz de velocitat i un disc dur de 10 MB. Microsoft ofereix la versió 1.0 del processador de text Microsoft Word per a DOS i ARPANET i se separà de la xarxa militar que la va originar, de manera que ja sense fins militars es pot considerar aquesta data com el naixement d'Internet. És el moment en què el primer node militar es deslliga, deixant obert el pas per a totes les empreses, universitats i altres institucions que ja per aquella època poblaven la xarxa.

#### 1984
IBM va presentar l'IBM AT, un sistema amb processador Intel 286, bus d'expansió de 16 bits i 6 MHz de velocitat. Tenia 512 KB de memòria RAM, un disc dur de 20 Mb i un monitor monocromàtic. En aquell moment el seu preu era de 5.795 dòlars.
Apple Computers presentà el seu Macintosh 128 K amb el sistema operatiu Mac OS, el qual va introduir un Interfície gràfica d'usuari ideada per Xerox.

#### 1985
Microsoft presenta el sistema operatiu Windows, demostrant que els ordinadors compatibles amb IBM podien utilitzar també un entorn gràfic, igual que el que ja utilitzaven els ordinadors Mac d'Apple Computer.

#### 1986
Compaq treu al mercat el primer ordinador basat en el processador Intel 80386, avançant-se a IBM.

#### 1992
És introduïda l'arquitectura Alpha dissenyada per DEC i sota el nom AXP, com a substitució a la sèrie VAX que comunament utilitzava el sistema operatiu VMS i que després originaria l'openVMS. Compta amb una sèrie d'instruccions RISC de 64 bits especialment orientades al càlcul de punt flotant. No es va fer fet gaire popular però si fou reconeguda la seva tecnologia en l'entorn corporatiu.

#### 1993
Un grup d'investigadors va descobrir que un tret de la mecànica quàntica, anomenat entrellaçament, podia utilitzar-se per a superar les limitacions de la teoria del quàntum i aplicar-se a la construcció de computadores quàntiques i a la teleportació.

#### 1995
Llançament de Windows 95. Des de llavors Microsoft ha tret al mercat diverses versions tals com Windows 98, 2000 (Server i Professional), NT Workstation, NT SMB (Small Business Server), ME, XP (Professional i Home Edition), Vista, Windows 7…

#### 2000
És presentat el prototip d'ordinador quàntic construït per l'equip d'investigadors d'IBM que constava de 5 àtoms, es programava mitjançant polsos de radiofreqüència i el seu estat podia ser llegit mitjançant instruments de ressonància magnètica, similars als emprats en hospitals i laboratoris de química. En aquest computador, cada un dels àtoms de fluor que el componen actua com un qubit; un qubit és similar a un bit en un computador electrònic tradicional, però amb les diferències que comporta la seva naturalesa explícitament quàntica (superposició d'estats, entrellaçament dels estats de dos qubits…).